# 无爪虎耳草
无爪虎耳草（学名：Saxifraga dshagalensis）为虎耳草科虎耳草属下的一个种。

## 扩展阅读
- 維基物種上的相關：无爪虎耳草